# Atoll de Pearl et Hermes

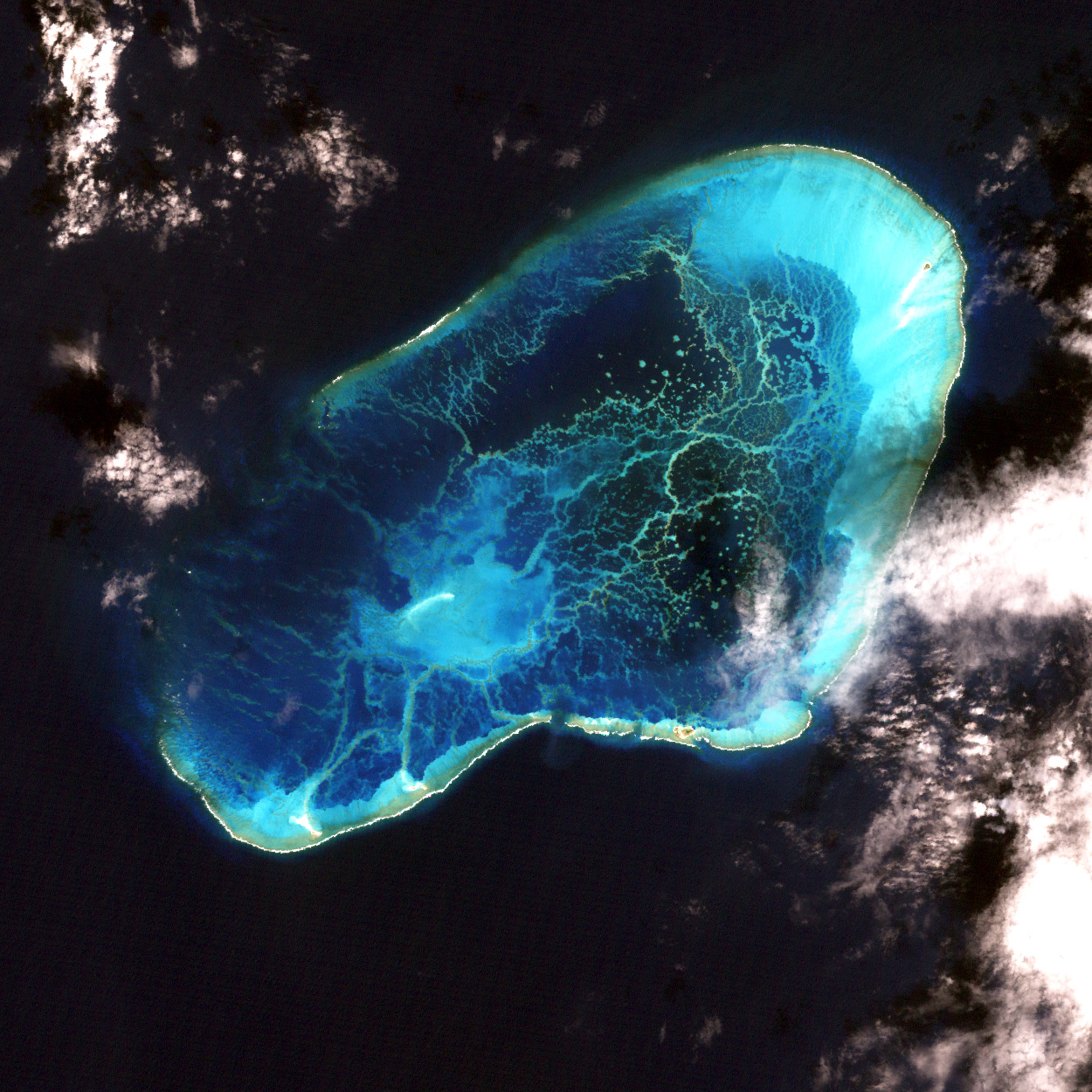
Vue satellite de l'atoll de Pearl et Hermes.

L’atoll de Pearl et Hermes (anglais : Pearl and Hermes Atoll, hawaïen : Holoikauaua est un atoll des îles hawaïennes du Nord-Ouest.
L'atoll est nommé d'après deux baleiniers anglais, le Pearl et le Hermes, qui s'y sont échoués en 1822.